# ISO 3166-2:MD
ISO 3166-2:MD es la entrada para Moldavia en ISO 3166-2, parte de los códigos de normalización ISO 3166 publicados por la Organización Internacional de Normalización (ISO), que define los códigos para los nombres de las principales subdivisiones (p.ej., provincias o estados) de todos los países codificados en ISO 3166-1.
En la actualidad, para Moldavia los códigos ISO 3166-2 se definen para 1 unidad territorial autónoma, 3 ciudades, 32 distritos y 1 unidad territorial. Las tres ciudades tienen un estatus especial, equiparable al de los distritos.
Cada código consta de dos partes, separadas por un guion. La primera parte es MD, el código ISO 3166-1 alfa-2 para Moldavia. La segunda parte tiene dos letras. 
Debido al limitado reconocimiento internacional, Transnistria es considerada parte de Moldavia y carece de código propio en la ISO 3166-1.

## Códigos actuales
Los nombres de las subdivisiones se ordenan según el estándar ISO 3166-2 publicado por la Agencia de Mantenimiento ISO 3166 (ISO 3166/MA).
Los nombres de las subdivisiones se ordenan en orden alfabético rumano: a, ă, â, b-i, î, j-s, ș, t, ț, u-z.
Pulsa sobre el botón en la cabecera para ordenar cada columna.
| Código | Nombre de la subdivisión (ro)                  | Categoría de la subdivisión |
| ------ | ---------------------------------------------- | --------------------------- |
| MD-GA  | Găgăuzia, Unitatea teritorială autonomă (UTAG) | unidad territorial autónoma |
| MD-BA  | Bălți                                          | ciudad                      |
| MD-BD  | Bender [Tighina]                               | ciudad                      |
| MD-CU  | Chisináu                                       | ciudad                      |
| MD-AN  | Anenii Noi                                     | distrito                    |
| MD-BS  | Basarabeasca                                   | distrito                    |
| MD-BR  | Briceni                                        | distrito                    |
| MD-CA  | Cahul                                          | distrito                    |
| MD-CT  | Cantemir                                       | distrito                    |
| MD-CL  | Călărași                                       | distrito                    |
| MD-CS  | Căușeni                                        | distrito                    |
| MD-CM  | Cimișlia                                       | distrito                    |
| MD-CR  | Criuleni                                       | distrito                    |
| MD-DO  | Dondușeni                                      | distrito                    |
| MD-DR  | Drochia                                        | distrito                    |
| MD-DU  | Dubăsari                                       | distrito                    |
| MD-ED  | Edineț                                         | distrito                    |
| MD-FA  | Fălești                                        | distrito                    |
| MD-FL  | Florești                                       | distrito                    |
| MD-GL  | Glodeni                                        | distrito                    |
| MD-HI  | Hîncești                                       | distrito                    |
| MD-IA  | Ialoveni                                       | distrito                    |
| MD-LE  | Leova                                          | distrito                    |
| MD-NI  | Nisporeni                                      | distrito                    |
| MD-OC  | Ocnița                                         | distrito                    |
| MD-OR  | Orhei                                          | distrito                    |
| MD-RE  | Rezina                                         | distrito                    |
| MD-RI  | Rîșcani                                        | distrito                    |
| MD-SI  | Sîngerei                                       | distrito                    |
| MD-SO  | Soroca                                         | distrito                    |
| MD-ST  | Strășeni                                       | distrito                    |
| MD-SD  | Șoldănești                                     | distrito                    |
| MD-SV  | Ștefan Vodă                                    | distrito                    |
| MD-TA  | Taraclia                                       | distrito                    |
| MD-TE  | Telenești                                      | distrito                    |
| MD-UN  | Ungheni                                        | distrito                    |
| MD-SN  | Stînga Nistrului, unitatea teritorială din     | unidad territorial          |

## Cambios
Los siguientes cambios de entradas han sido anunciados en los boletines de noticias emitidos por el ISO 3166/MA desde la primera publicación del ISO 3166-2 en 1998, cesando esta actividad informativa en 2013.
| Informe      | Fecha de emisión | Descripción del cambio reportado | Cambio de código o subdivisión |
| ------------ | ---------------- | --- | --- |
| Boletín I-2  | 2002-05-21       | Se establece una subdivisión completamente nueva | Subdivisión establecida: 10 ciudades, 40 distritos (véase abajo) → 1 territorio autónomo, 1 ciudad, 1 unidad territorial, 9 distritos                                                        |
| Boletín I-3  | 2002-08-20       | Corrección de error: corregida la información de cabecera sobre el número de distritos                                                                   | |
| Boletín I-4  | 2002-12-10       | Se añade un distrito. Se reordenan las categorías de las subdivisiones en el encabezado                                                                  | Subdivisiones añadidas:MD-TA Taraclia |
| Boletín II-2 | 2010-06-30       | Concordancia entre ISO 3166-1 e ISO 3166-2, se añaden nombres en idiomas oficiales, y se actualizan la estructura administrativa y el origen de la lista | Subdivisión establecida: 1 territorio autónomo, 1 ciudad, 10 distritos, 1 unidad territorial (véase abajo) → 1 unidad territorial autónoma, 3 ciudades, 32 distritos, y 1 unidad territorial |

Los siguientes cambios a la entrada figuran en el listado del catálogo en línea de la ISO:
| Fecha real del cambio | Breve descripción del cambio |
| --------------------- | --- |
| 2015-08-04            | Corrección de los códigos en idioma oficial: de mo, mol a ro, ron                                                                                        |
| 2014-11-03            | Cambia el nombre de la subdivisión de MD-BD |
| 2010-06-30            | Concordancia entre ISO 3166-1 e ISO 3166-2, se añaden nombres en idiomas oficiales, y se actualizan la estructura administrativa y el origen de la lista |
| 2009-01-07            | Cambia la abreviatura |
| 2008-09-09            | Corrección del idioma oficial: del rumano (ro, ron) al moldavo (mo, mol)                                                                                 |
| 2008-04-08            | Cambia la abreviatura |

### Códigos anteriores al informe I-2
| Código anterior | Nombre de la subdivisión | Categoría de la subdivisión |
| --------------- | ------------------------ | --------------------------- |
| MD-BAL          | Bălţi                    | ciudad                      |
| MD-CAH          | Cahul                    | ciudad                      |
| MD-CHI          | Chişinău                 | ciudad                      |
| MD-DUB          | Dubăsari                 | ciudad                      |
| MD-ORH          | Orhei                    | ciudad                      |
| MD-RIB          | Rîbnița                  | ciudad                      |
| MD-SOC          | Soroca                   | ciudad                      |
| MD-TIG          | Tighina                  | ciudad                      |
| MD-TIR          | Tiraspol                 | ciudad                      |
| MD-UNG          | Ungheni                  | ciudad                      |
| MD-ANE          | Anenii Noi               | distrito                    |
| MD-BAS          | Basarabeasca             | distrito                    |
| MD-BRI          | Brinceni                 | distrito                    |
| MD-CHL          | Cahul                    | distrito                    |
| MD-CAM          | Camenca                  | distrito                    |
| MD-CAN          | Cantemir                 | distrito                    |
| MD-CAI          | Căinari                  | distrito                    |
| MD-CAL          | Călăraşi                 | distrito                    |
| MD-CAS          | Căuşeni                  | distrito                    |
| MD-CIA          | Ciadîr-Lunga             | distrito                    |
| MD-CIM          | Cimișlia                 | distrito                    |
| MD-COM          | Comrat                   | distrito                    |
| MD-CRI          | Criuleni                 | distrito                    |
| MD-DON          | Dondușeni                | distrito                    |
| MD-DRO          | Drochia                  | distrito                    |
| MD-DBI          | Dubăsari                 | distrito                    |
| MD-EDI          | Edineț                   | distrito                    |
| MD-FAL          | Făleşti                  | distrito                    |
| MD-FLO          | Florești                 | distrito                    |
| MD-GLO          | Glodeni                  | distrito                    |
| MD-GRI          | Grigoriopol              | distrito                    |
| MD-HIN          | Hîncești                 | distrito                    |
| MD-IAL          | Ialoveni                 | distrito                    |
| MD-LEO          | Leova                    | distrito                    |
| MD-NIS          | Nisporeni                | distrito                    |
| MD-OCN          | Ocnița                   | distrito                    |
| MD-OHI          | Orhei                    | distrito                    |
| MD-REZ          | Rezina                   | distrito                    |
| MD-RIT          | Rîbnița                  | distrito                    |
| MD-RIS          | Rîșcani                  | distrito                    |
| MD-SIN          | Sîngerei                 | distrito                    |
| MD-SLO          | Slobozia                 | distrito                    |
| MD-SOA          | Soroca                   | distrito                    |
| MD-STR          | Strășeni                 | distrito                    |
| MD-SOL          | Şoldăneşti               | distrito                    |
| MD-STE          | Ştefan Vodă              | distrito                    |
| MD-TAR          | Taraclia                 | distrito                    |
| MD-TEL          | Telenești                | distrito                    |
| MD-UGI          | Ungheni                  | distrito                    |
| MD-VUL          | Vulcănești               | distrito                    |

### Códigos anteriores al informe II-2
| Código anterior | Nombre de la subdivisión                      | Categoría de la subdivisión |
| --------------- | --------------------------------------------- | --------------------------- |
| MD-GA           | Găgăuzia, Unitate Teritorială Autonomă (UTAG) | territorio autónomo         |
| MD-CU           | Chişinău                                      | ciudad                      |
| MD-BA           | Bălţi                                         | distrito                    |
| MD-CA           | Cahul                                         | distrito                    |
| MD-CH           | Chişinău                                      | distrito                    |
| MD-ED           | Edineţ                                        | distrito                    |
| MD-LA           | Lăpuşna                                       | distrito                    |
| MD-OR           | Orhei                                         | distrito                    |
| MD-SO           | Soroca                                        | distrito                    |
| MD-TA           | Taraclia                                      | distrito                    |
| MD-TI           | Tighina [Bender]                              | distrito                    |
| MD-UN           | Ungheni                                       | distrito                    |
| MD-SN           | Stînga Nistrului, unitatea teritorială din    | unidad territorial          |